# Karl Kromer (Musiker)

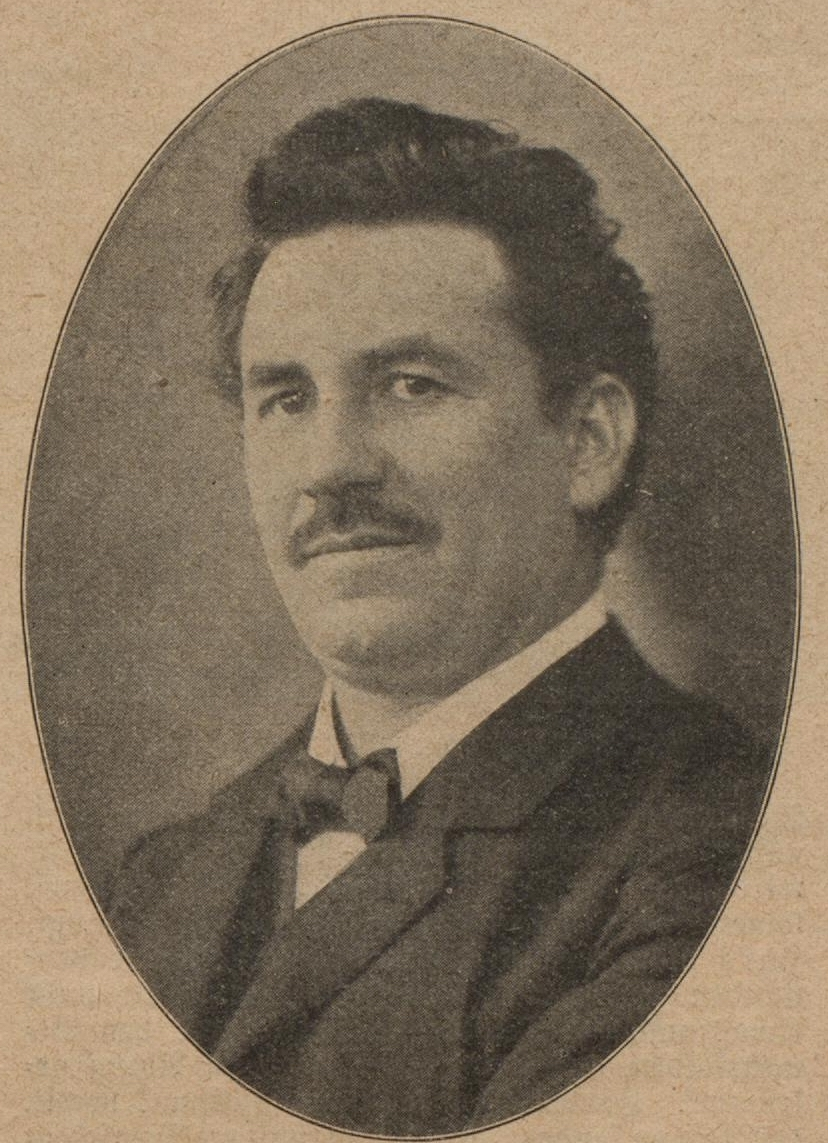
Karl Kromer

Carl Kromer (* 23. März 1865 in Mahlberg; † 12. Februar 1939 in Stuttgart) war ein deutscher Komponist und Musiker.

## Leben
Kromer fiel schon früh in seiner Heimatgemeinde durch eine gute Stimme und große Musikalität auf. Er war zunächst Briefträger, konnte aber durch Vermittlung eines Karlsruher Opernsängers eine professionelle Ausbildung an Dr. Hoch’s Konservatorium in Frankfurt am Main beginnen. Aus Geldmangel musste er diese aber 1886 wieder abbrechen. Später war er Chorist in Mannheim und Aachen. Ab 1889 war er Chorführer des Opernchors im Staatstheater Stuttgart.
Kromer war außerdem Komponist bekannter Volkslieder aus dem badischen Raum. Mit dem von ihm geleiteten Stuttgarter Hofsängerquartett und dem Kromersextett unternahm er zahlreiche Konzertreisen in Deutschland, Europa und den Vereinigten Staaten.

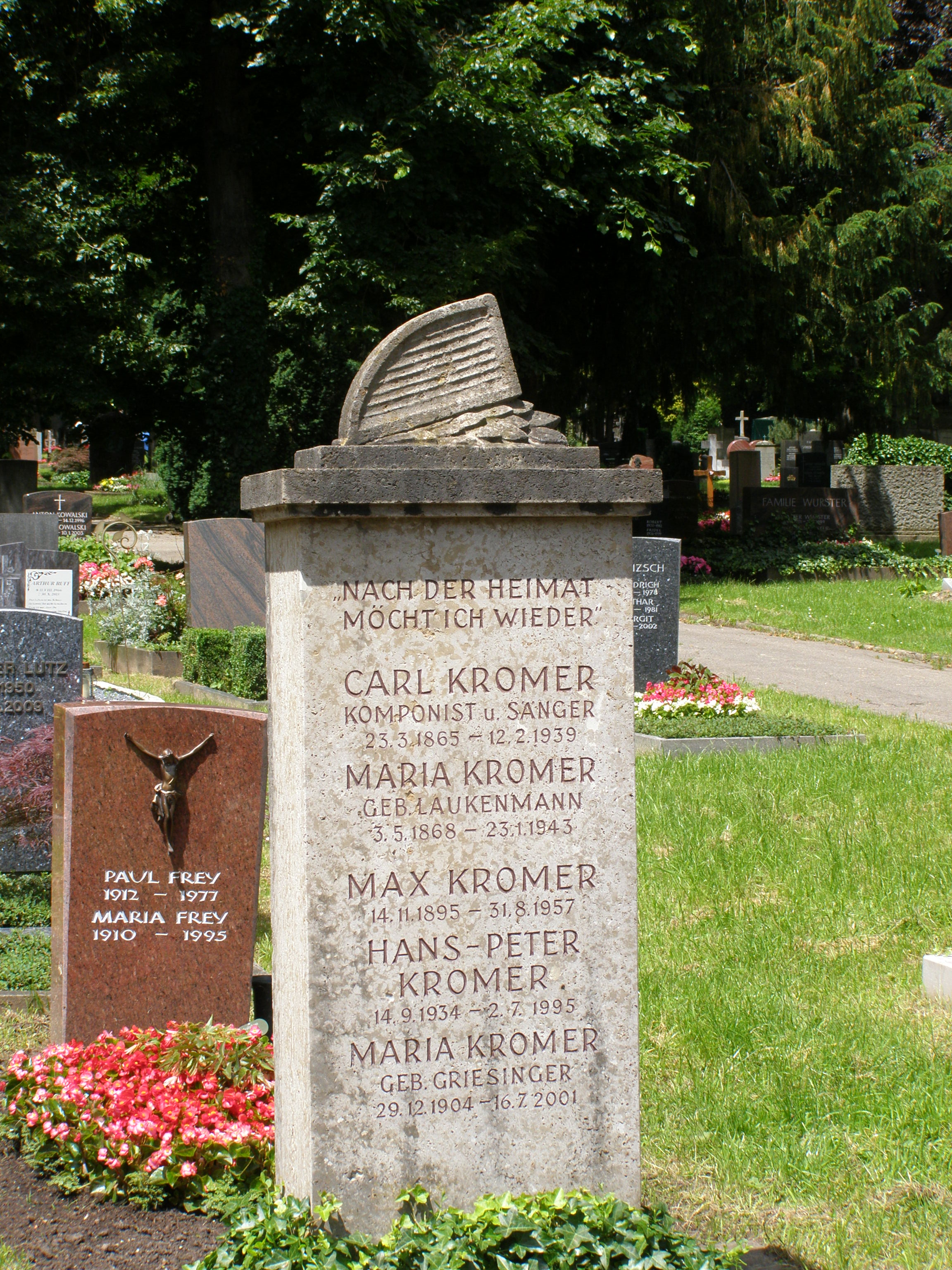
Grab der Familie Kromer auf dem Stuttgarter Pragfriedhof

Am 23. März 1935 wurde er anlässlich seines 70. Geburtstags zum Ehrenbürger der Stadt Mahlberg ernannt. Nach seinem Tod wurde in der Mahlberger Innenstadt ein historischer Straßenzug nach Kromer benannt.

## Werke (Auswahl)
- Grüße an die Heimat op. 46
- O wär’ mein Lieb ein Brünnlein kalt, im Volkston op. 89 (für Männerchor)
- Nach der Heimat möcht’ ich wieder (wurde im anti-polnischen Propagandafilm Heimkehr (1941) gesungen)